# Károly Eduárd szász–coburg–gothai herceg
Károly Eduárd szász–coburg–gothai herceg (Esher, Surrey, 1884. július 19. – Coburg, 1954. március 6.) a Szász–Coburg–Gothai Hercegség negyedik, utolsó uralkodója. 1933 és 1945 között a Német Vöröskereszt elnöke volt.

## Élete
Károly Eduárd Ilona waldeck-pyrmonti hercegnő és Lipót brit királyi herceg fia volt. Apja még születése előtt meghalt.
1900-ban elhunyt Alfréd, Károly Eduárd nagybátyja. Alfréd egyetlen fia 1899-ben halt meg, így koronája Alfréd fivérére, azaz Artúr brit királyi hercegre szállt volna. Mivel ő lemondott róla, ezért Szász–Coburg–Gotha Károly Eduárdot illette meg. 1900-től 1905-ig a régensi hatalmat Alfréd vője, II. Ernő hohenlohe-langenburgi herceg gyakorolta.
1903-tól jogi- és államtudományokat tanult a Bonni Egyetemen. 1904-ben doktorált.
1918. november 13-án Károly Eduárdnak le kellett mondania a trónjáról. Ez feloszlatta a Szász–Coburg–Gotha Hercegséget, amely a két szabad állammá Coburg és Gotha létrejöttét jelentette.
1933. május 1-jén a Nemzetiszocialista Német Munkáspárt és 1936-ban a Reichstag tagja lett.

## Házasság
A herceg 1905. október 11-én a glücksburgi kastélyban feleségül vette Viktória Aliz schleswig-holsteini hercegnőt. A házaspárnak öt gyermeke született:

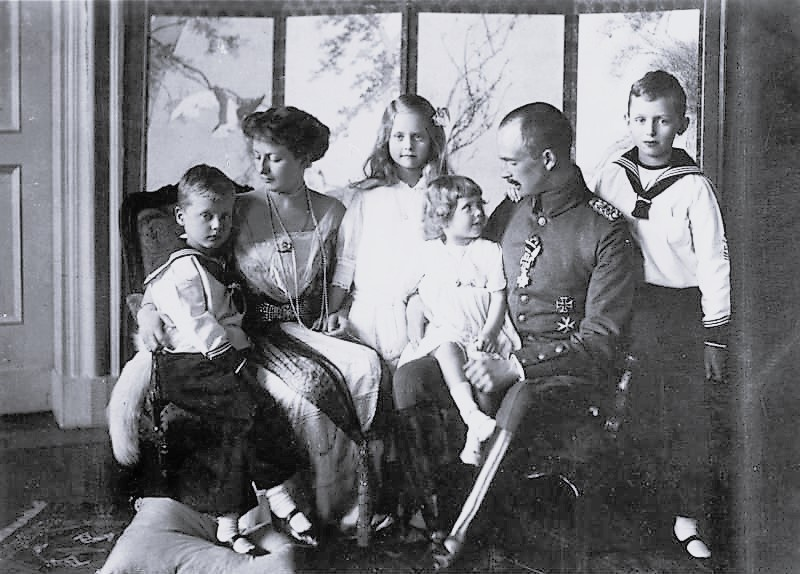
Károly Eduárd, a felesége és a gyerekei

- Johann Leopold William Albert Ferdinand Victor (1906–1972)

⚭ 1932–1962 Feodora Freiin von der Horst (1905–1991)
⚭ 1963 Maria Theresia Reindl (1908–1996)
- Sibylla Calma Maria Alice Bathildis Feodora (1908–1972) ⚭ 1932 Gusztáv Adolf svéd királyi herceg
- Hubertus Frederick William Philip (1909–1943), háborúban halt meg
- Caroline Mathilde Helene Ludwiga Augusta Beatrice (1912–1983)

⚭ 1931–1938 Friedrich Wolfgang Otto Graf von Castell-Rüdenhausen (1906–1940), háborúban halt meg
⚭ 1938–1944 Max Schnirring (1895–1944)
⚭ 1946–1947 Karl Andree (1912–1984)
- Friedrich Josias Carl Eduard Ernst Kyrill Harald (1918–1998)

⚭ 1942–1946 Viktoria Luise Gräfin zu Solms-Baruth (1921–2003)
⚭ 1948–1964 Denyse Henrietta de Muralt (1923–2005)
⚭ 1964 Kathrin Bremme (1940–2011)

## Fordítás
- Ez a szócikk részben vagy egészben a Carl Eduard (Sachsen-Coburg und Gotha) című német Wikipédia-szócikk ezen változatának fordításán alapul.  Az eredeti cikk szerkesztőit annak laptörténete sorolja fel. Ez a jelzés csupán a megfogalmazás eredetét és a szerzői jogokat jelzi, nem szolgál a cikkben szereplő információk forrásmegjelöléseként.